# Tepechitlán
Tepechitlán es la cabecera municipal del Municipio de Tepechitlán en el estado de Zacatecas, México.